# Nereida Xena
Nereida Xena de Enrech (Caracas, 1955) es una botánica venezolana.

## Carrera
Desarrolla sus actividades de investigación taxonómica en el Laboratorio de Biosistemática y Citogenética Vegetal del IBE: "Instituto de Biología Experimental", de la Facultad de Ciencias de la "Universidad Central de Venezuela". Sus estudios últimos abarcan la diversidad genómica (ADN total) en especies del género Valeriana L. en Venezuela, utilizando el PCR y marcadores RAPD; produciendo análisis filogenéticos en ese género y en la tribu Valerianeae.
Es además:
- Miembro Suplente del Consejo Técnico del Instituto de Biología Experimental
- Asesora externa de la Comisión Técnica en Ciencias del Agro (CONICIT)
- Evaluadora externa de la revista Acta Botanica Venezuelica
- Evaluadora externa de la revista Ciencia
- Evaluadora externa de la revista Acta Científica Venezolana

## Algunas publicaciones
- Raymúndez, M.B., Xena de Enrech, N. y Escala, M. 2000. Estudios morfoanatómicos foliares en especies del género Hymenocallis Salisb. (Amaryllidaceae) presentes en Venezuela: relación entre los caracteres morfoanatómicos foliares y el ambiente en el que se desarrollan las plantas. Acta Botanica Venezuelica 23(1): 69-87
- Xena de Enrech, N., Mathez, J. y Vidal, M.C. 2001. ¿Que peut on atteindre de la technique RAPD dans la recherche des phylogenies? Un essai sur la tribu des Valerianeae. (Valerianaceae). Bocconea 13: 473-483
- Escala, M., Xena de Enrech, N. y Mathez, J. 2001. La myrmecochorie en région tropicale et méditerranéenne: une approche comparative. Bocconea 13: 365-370
- Xena de Enrech, N. 2001. Una década de aplicación del método RAPD: posibilidades y limitaciones para estudios de relaciones genéticas en plantas. Acta Científica Venezolana 51(4): 197-206
- Xena de Enrech, N. y Raymúndez, M.B. 2001. Análisis de filogenia molecular en la familia Valerianaceae (Dipsacales) basados en las secuencias del atpB-rbcL cpDNA. Memorias del Instituto de Biología Experimental 3(1): 205-208

- La abreviatura «Xena» se emplea para indicar a Nereida Xena como autoridad en la descripción y clasificación científica de los vegetales.[1]